# La chose surgit des ténèbres
Pour plus de détails, voir Fiche technique et Distribution.
La chose surgit des ténèbres (The Deadly Mantis) est un film de science-fiction horrifique américain en noir et blanc réalisé par Nathan Juran, sorti en 1957, puis à nouveau en 1964.

## Synopsis
Figée dans les glaces de l'Antarctique depuis la préhistoire, une mante religieuse géante est libérée à la suite de la brisure d'un iceberg. Le monstre attaque alors New York, puis Washington. L'armée va devoir stopper l'insecte.

## Fiche technique
- Titre original : The Deadly Mantis
- Titre français : La chose surgit des ténèbres
- Réalisation : Nathan Juran
- Scénario : Martin Berkeley, d'après une histoire de William Alland
- Direction artistique : Robert Clatworthy et Alexander Golitzen
- Costumes : Jay A. Morley Jr.
- Photographie : Ellis W. Carter
- Montage : Chester W. Schaeffer
- Musique : Irving Gertz et William Lava
- Production : William Alland
- Société de production : Universal International Pictures
- Société de distribution : Universal Pictures
- Pays d'origine : États-Unis
- Langue originale : anglais
- Format : noir et blanc - 1.85:1 -  mono (Westrex Recording System) - 35 mm
- Genre : science-fiction horrifique
- Durée : 79 minutes
- Dates de sortie :
  - États-Unis :mai 1957
  - France : 21 mars 1958

## Distribution
- Craig Stevens : le colonel Joe Parkman
- William Hopper : Dr Nedrick « Ned » Jackson
- Alix Talton : Marge Blaine
- Donald Randolph : le général Mark Ford
- Pat Conway : le sergent Pete Allen
- Florenz Ames : le professeur Anton Gunther
- Paul Smith : le caporal
- Phil Harvey : Lou
- Floyd Simmons : un sergent
- Paul Campbell (en) : le lieutenant Fred Pizar
- Helen Jay : Mme Farley

## Autour du film
La créature, cette mante religieuse, a été réalisée par Fred Knoth, connu pour avoir travaillé comme artiste des effets spéciaux pour L'Homme qui rétrécit de Jack Arnold et L'Oasis des tempêtes de Virgil W. Vogel. Le cri du monstre fut le même que celui du Trex du film L'Oasis des tempêtes mais en inverses et accélérés.